# Eliphius Klöcker
Eliphius Klöcker (* 1767 in Köln; † 16. Juni 1836) war ein deutscher Mediziner und praktischer Arzt in Köln.

## Leben
Eliphius Klöcker studierte an der Alten Universität zu Köln Medizin und wurde zum Dr. med. promoviert. Eliphius Klöcker wohnte später in Köln in der Streitzeuggasse 12 und wirkte als praktischer Arzt, Wundarzt und Geburtshelfer.
Am 28. November 1820 wurde er unter der Präsidentschaft von Christian Gottfried Daniel Nees von Esenbeck mit dem akademischen Beinamen  Walchius unter der Matrikel-Nr. 1186 als Mitglied in die Kaiserliche Leopoldino-Carolinische Deutsche Akademie der Naturforscher aufgenommen.

## Schriften
- mit Engelbert Gerhard Simons: Corollaria Varia In Vicem Secuturae Dissertationis, Miscellanea Medico Chirurgica. Thiriart, Köln 1798